# Konrad Kachelofen
Konrad Kachelofen (c.1450 à Varsberg - c.1529 à Leipzig) est un typographe-imprimeur allemand. Il fut l'un des premiers à utiliser l'invention de Gutenberg dans le Saint-Empire romain germanique. Son art lui a assuré une place de pionnier dans l'histoire de l'imprimerie typographique.

## Biographie
Konrad Kachelofen naît vers 1450 à Varsberg, près de Metz, en Lorraine. Grâce au commerce, Kachelofen devient bourgeois de Leipzig, en 1476. Marchand de papier, il fait aussi le commerce de vin, ce qui lui permet de financer son imprimerie. Il devient ainsi éditeur et libraire sur un marché du livre en pleine expansion. Vers 1483, il édite Passio Pragensium . Dans les années qui suivent, il travaille avec Johann Schmiedhöfer, puis Peter Drach. Fuyant la peste en 1495, il quitte Leipzig pendant deux ans pour Freiberg.
Son gendre Melchior Lotter se joint à lui en 1500. Il se retire du monde de l'édition vers 1516.
Konrad Kachelofen décède probablement vers 1529 à Leipzig.

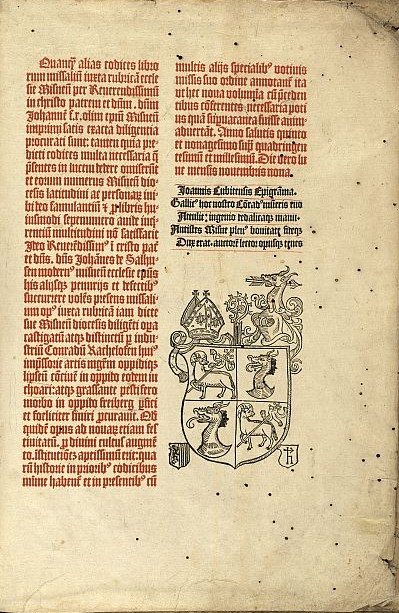
Missale Misnense, de Konrad Kachelofen, 1495; Colophon
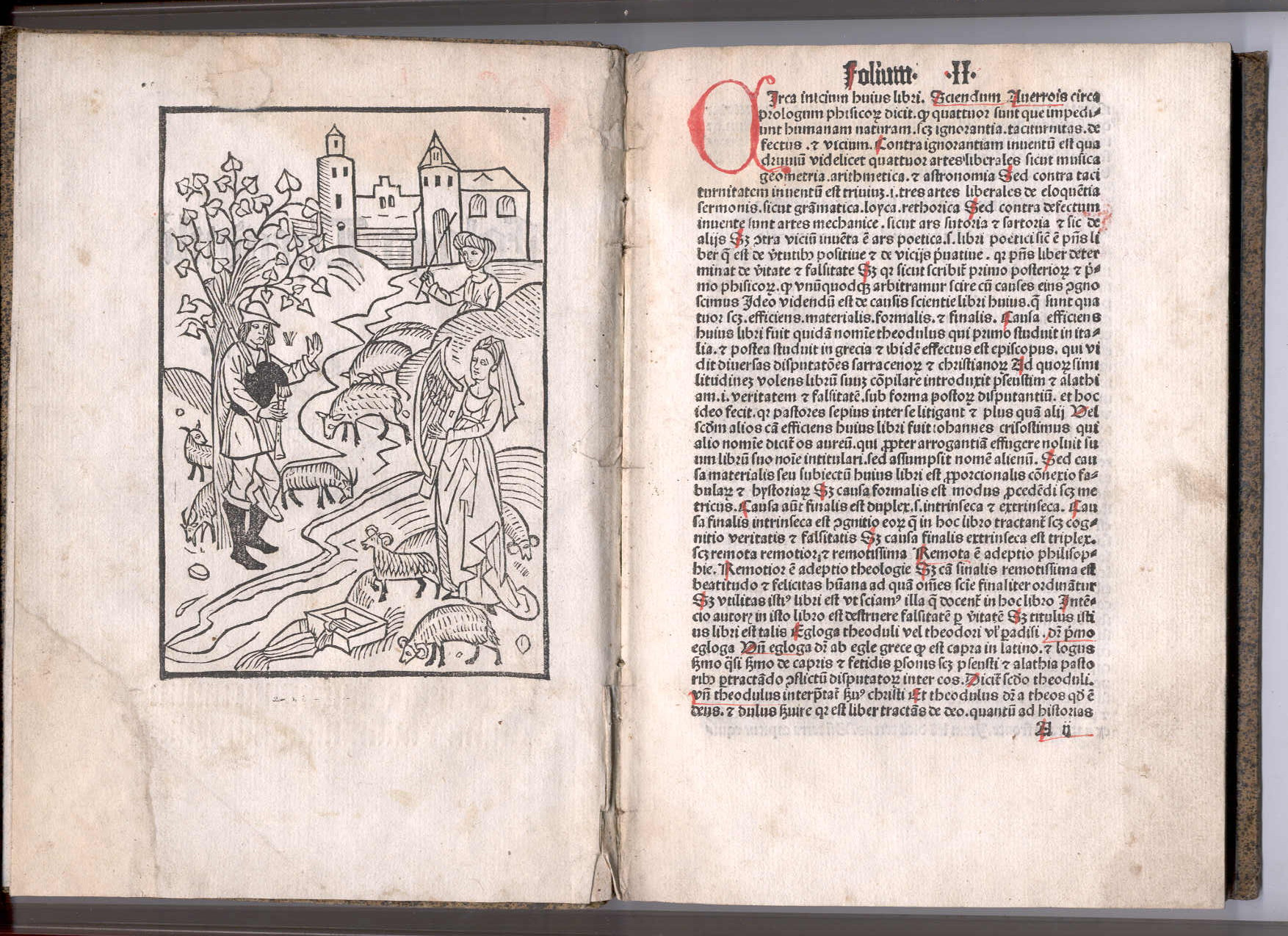
Theodulus, Ecloga Theoduli